# Río Colorado (Argentine)
Pour les articles homonymes, voir Colorado (homonymie).
Le río Colorado est un important fleuve du sud de l'Argentine qui coule dans les provinces de Mendoza, de Neuquén, de La Pampa et de Río Negro.

## Géographie

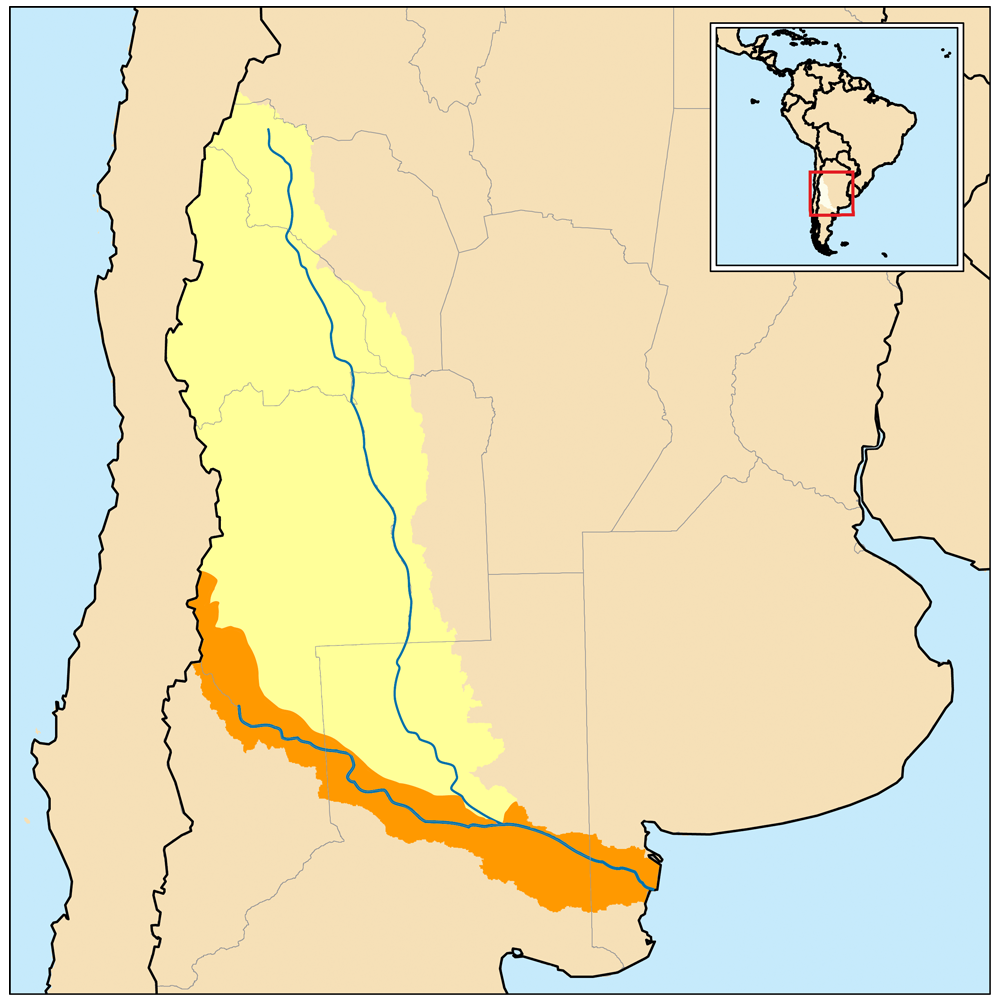
Cours et bassin du río Colorado en orangé. En jaune, le bassin du río Desaguadero, qui était un affluent constant du Colorado jusqu'au début du XXe siècle.

Il est communément admis qu'il constitue la frontière nord de la Patagonie argentine. En fait, si cela est politiquement exact (on retrouve au sud de son lit toutes les provinces de Patagonie argentine), ce n'est pas tout à fait vrai écologiquement, puisque les biomes de Patagonie sont encore présents dans la frange sud des provinces situées au nord de son lit. Sa longueur est de 1114 km.
Il a ses sources dans la cordillère des Andes (approximativement aux 36° 09′ 02″ S, 70° 23′ 47″ O), entre le cordon Mary au nord et les pentes du volcan Domuyo au sud, non loin de la localité argentine d'El Montón, c’est-à-dire à l'est du col transandin frontalier de Paso Barrancas.

### Cours supérieur
Dans son cours supérieur andin, on le nomme río Barrancas. Ce dernier se forme au sein de la lagune Negra. Il reçoit de nombreux petits affluents, puis bientôt son affluent principal (à 36° 49′ sud) à gauche, le río Grande qui apporte en fait plus des trois quarts de son débit. Puis il suit une direction générale sud-est jusqu'à son embouchure, formant un delta dans l'océan Atlantique et ce à l'intérieur de la province de Buenos Aires.

### Cours inférieur
Après avoir reçu sur sa gauche les eaux abondantes du río Grande (Mendoza), le fleuve abandonne la région montagneuse des Andes. Il coule dès lors dans une vallée étroite et encaissée, au travers d'une région aride, parallèlement au río Negro, avec lequel il forme un interfluve assez étroit. Il forme la frontière entre les provinces de Mendoza et de Neuquén puis entre celles de La Pampa et de Río Negro.
Cette vallée n'abrite qu'une population clairsemée, à l'inverse de celle du río Negro. L'agglomération la plus importante est la ville pampéenne limitrophe de la province de Río Negro, de Veinticinco de Mayo. Non loin de celle-ci a été édifié le barrage de Casa de Piedra ou de Rucacurá, ce qui a créé le vaste et beau lac artificiel Casa de Piedra.
Les 320 derniers kilomètres sont navigables pour des embarcations de moins de 7 pieds de tirant d'eau (section Pichi Mahuida-Atlantique).

## Hydrométrie - Les débits
Son débit moyen actuel est de 148 mètres cubes par seconde au niveau de Buta Ranquil, peu après le confluent río Grande-río Barrancas (données collectées de 1939 à 2004). En aval il traverse des zones quasi désertiques et perd une petite partie de son débit, que l'on estime à 130,7 m3/s à Pichi Mahuida, à quelque 300 kilomètres de son embouchure (données collectées de 1918 à 2004).
Il existe des crues cycliques sur une période de plus ou moins 11 ans. Le débit instantané peut alors atteindre et dépasser les 10 000 m3/s. Tous les ans, les maxima ordinaires ont lieu aux mois de novembre et décembre, et sont de l'ordre de 500 m3/s.

### Les débits à Buta Ranquil
Le débit du río Colorado a été observé pendant 41 ans (1940-1980) à Buta Ranquil, localité de la province de Neuquén située à quelque 917 kilomètres avant son embouchure dans l'océan Atlantique.
À Buta Ranquil, le débit annuel moyen ou module observé sur cette période était de 144 m3/s pour un bassin versant de 15 300 km2. Au-delà de Buta Ranquil, les affluents sont quasi inexistants ou du moins insignifiants.
La lame d'eau écoulée dans cette portion, de loin la plus arrosée du bassin versant du fleuve atteint ainsi le chiffre de 297 millimètres par an.

## Équipement
On a édifié le grand barrage de Casa de Piedra (ou de Rucacurá), à quelques dizaines de kilomètres en aval de la ville de Veinticinco de Mayo. Sa superficie est de 360 000 000 m2 soit 360 kilomètres carrés. Sur base d'accords entre les provinces de La Pampa et de Río Negro, le débit prélevé maximal autorisé pour l'irrigation est de 13,6 m3/s, ce qui en fonction de l'évapo-transpiration journalière, du type de culture et de l'efficience de l'irrigation, permettra, lors de l'achèvement du projet, d'irriguer de 12 000 à 15 000 hectares (120 à 150 km2) .

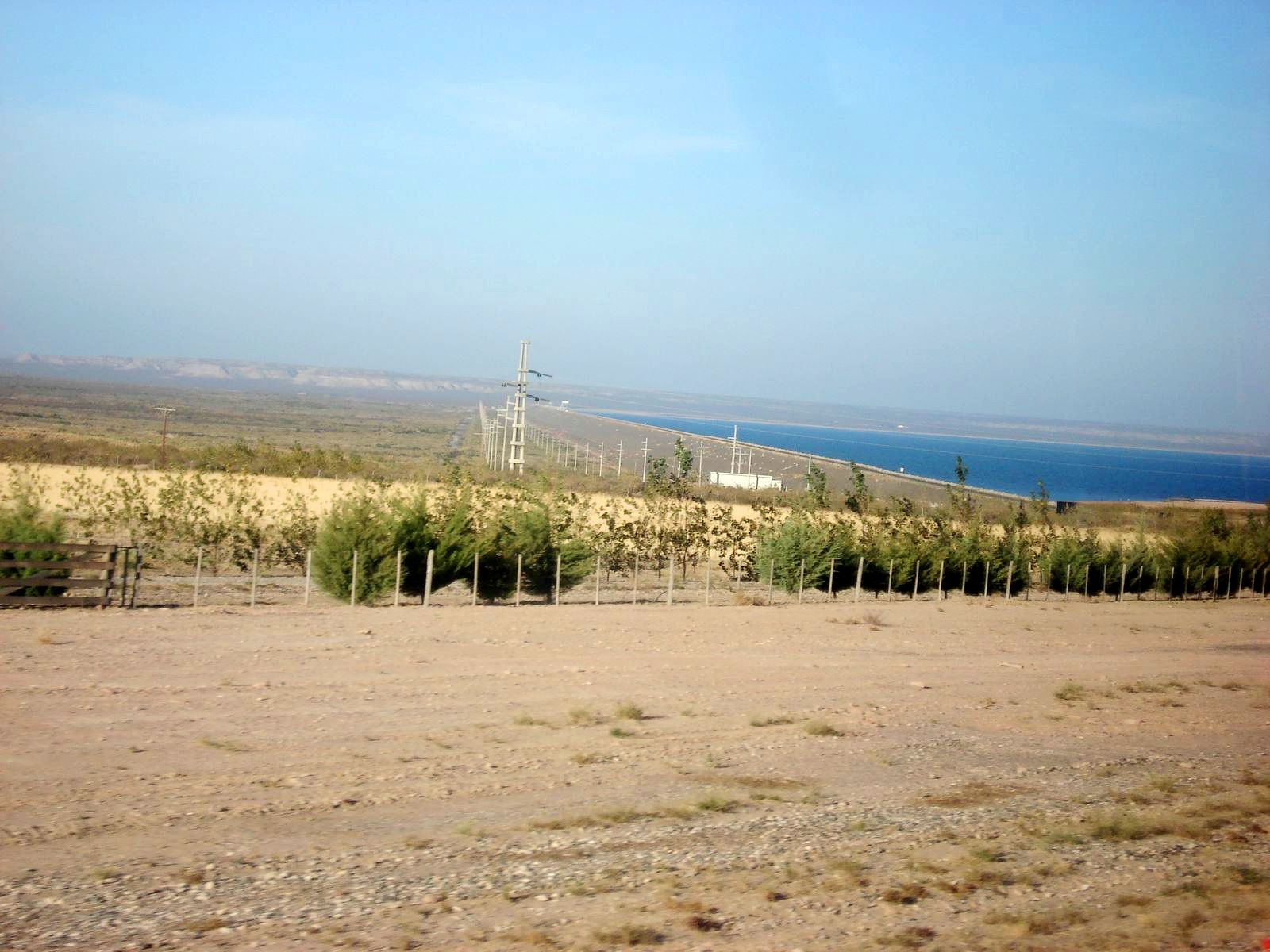
Retenue de Casa de Piedra sur le río Colorado.
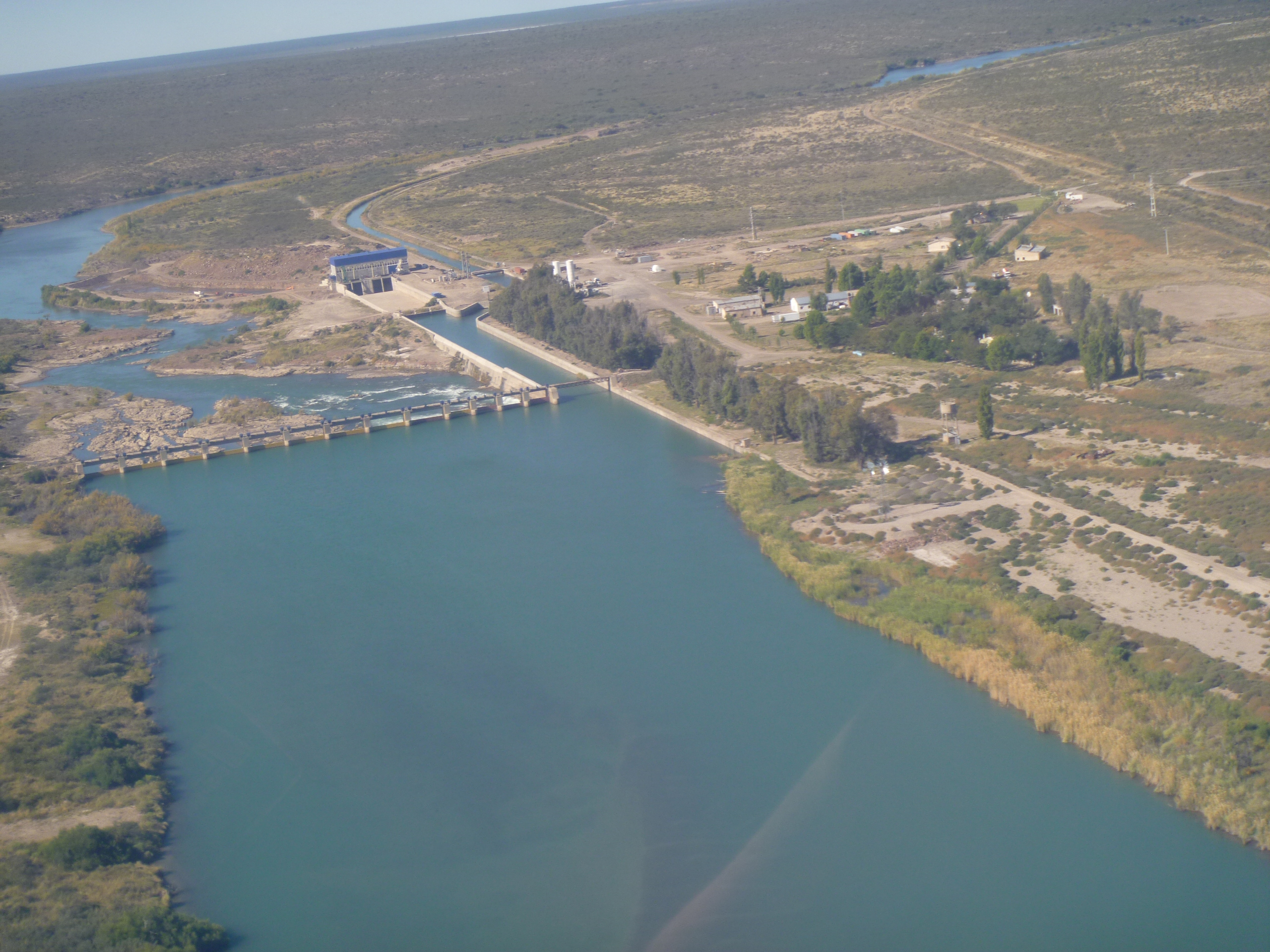
Barrage et centrale Salto Andersen.
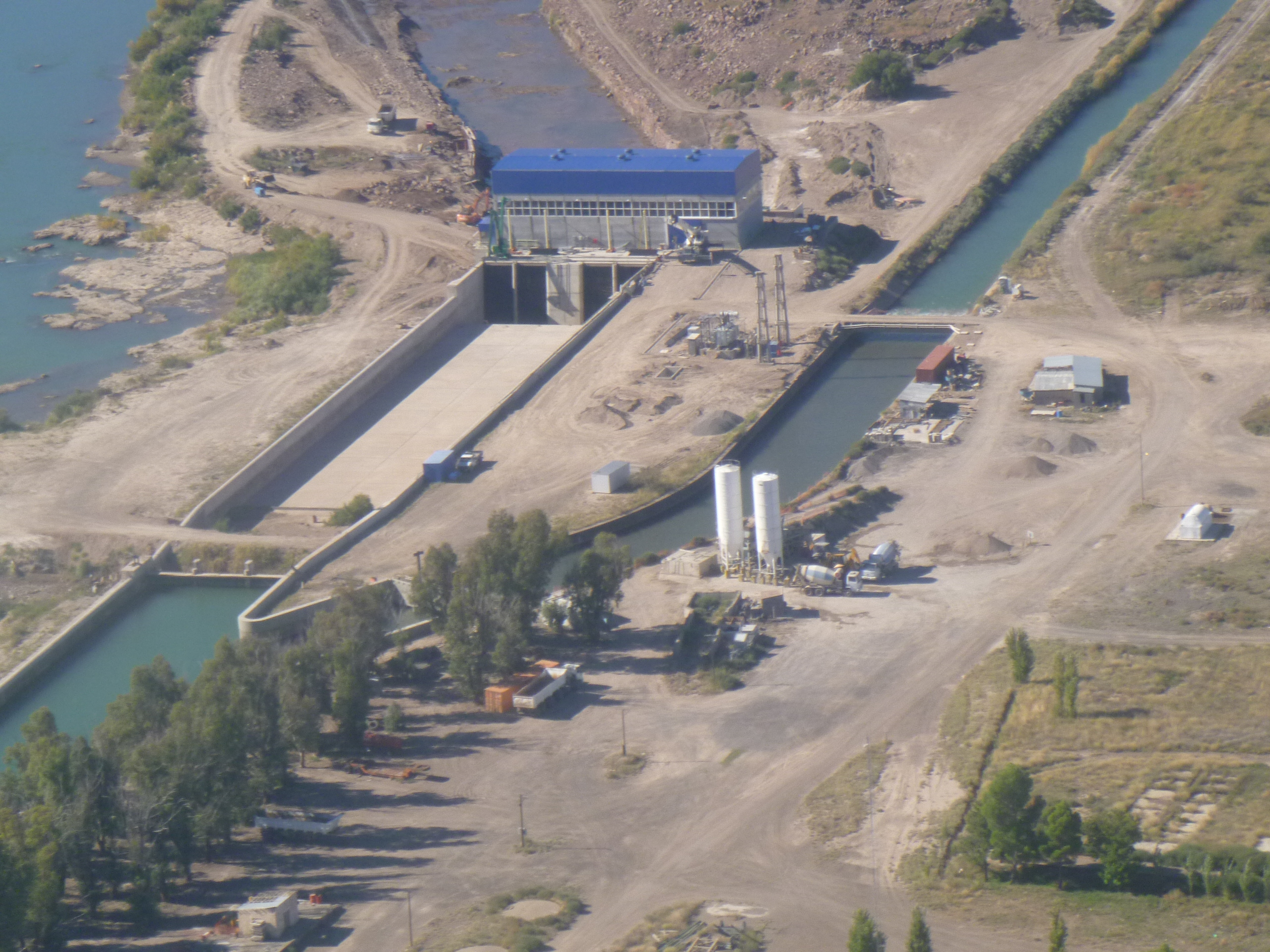
Centrale Hydroélectrique Salto Andersen. Inaugurée le 22 juin 2011.

## Le lac Cari Lauquen
Jusqu'en 1914, la section du Colorado proprement dit, c’est-à-dire avec le nom de río Colorado, débutait dans un grand lac de plus de 10 km2 d'origine non glaciaire, formé par un effondrement montagneux et appelé par les mapuches Cari Lauquen (où « Cari » = noir et « lauquen » = grande quantité d'eau), mais cette année-là, le 29 décembre, à la suite de très fortes précipitations et du dégel concomitant, le barrage naturel qui obstruait la vallée et avait créé le lac, céda partiellement, ce qui causa une catastrophe mémorable.
Le niveau et la surface du grand lac Cari Lauquén diminuèrent de ce fait. Il subsiste aujourd'hui mais de taille réduite. C'est la Laguna Cari Lauquen, située à la frontière entre les provinces de Mendoza et de Neuquén.

## Le bassin
En 2006, le bassin du río Colorado n'est que de 50 236 km2. Ce bassin est cependant lié naturellement avec celui du Desaguadero argentin par le biais du canal naturel appelé río Curacó qui conflue certaines années avec lui aux 38° 50′ 07″ S, 64° 58′ 47″ O. En effet si les précipitations sont abondantes dans la région de Cuyo, le bassin du Desaguadero devient exoréique et tributaire de celui du río Colorado, augmentant ainsi son bassin et en portant la superficie à pas moins de 350 000 km2, de telle sorte que ce bassin devienne le deuxième plus étendu d'Argentine, après celui du río Paraná.
Malgré les maigres débits du vingtième siècle, il n'est pas interdit de penser qu'une amélioration draconienne de l'utilisation de l'eau de tous les affluents du Desaguadero puisse restaurer la confluence entre les deux bassins. Ce serait un grand bouleversement dans la géographie de l'Argentine qui pourrait ainsi posséder une énorme voie navigable pour des bateaux de faible et moyen gabarit. Ce qui procurerait un débouché direct sur l'Atlantique aux produits de la région du Cuyo et de celle du Comahue.

### Le Comité Interjuridictionnel du río Colorado
Le bassin du Colorado est désormais régi par une Autorité d'Application, le Comité Interjuridictionnel du río Colorado (COIRCO), créé en 1976 par les gouverneurs des provinces de Buenos Aires, La Pampa, Mendoza, Neuquén et Río Negro. Au moyen de ce comité, ces provinces ont mis en route le programme unique d'autorisation des aires d'irrigation et de distribution des eaux du río Colorado (Programa Único de Habilitación de Áreas de Riego y Distribución de Caudales del río Colorado), qui a pour but une distribution raisonnable et équitable de ses eaux entre les diverses provinces pour le bien commun. Depuis le río Colorado on fournit l'eau pour la consommation humaine à toutes les régions riveraines, urbaines et rurales.

### L'aqueduc du río Colorado et la province de La Pampa
La couverture des besoins d'une grande partie des localités de la province de La Pampa se réalise grâce à un aqueduc en construction. Aujourd'hui l'irrigation de terres agricoles dans la province couvre approximativement une superficie de 158 900 hectares, sur un total potentiel de 318 000. Mais l'eau du río Colorado doit pourvoir en plus à d'autres utilisations liées aux activités d'élevage, pétrolières, minières et industrielles. Actuellement l'aqueduc du río Colorado fournit de l'eau jusque Santa Rosa tout en alimentant les régions environnant son tracé. Lorsqu'il sera terminé, il parviendra à la ville de General Pico et alimentera alors 80 % de la population de la province.